# Dollodon
Dollodon – rodzaj ornitopoda żyjącego we wczesnej kredzie (barrem i być może apt) na terenie dzisiejszej Europy. Szczątki jego przedstawicieli odnaleziono w Belgii (Bernissart) i na angielskiej wyspie Wight.

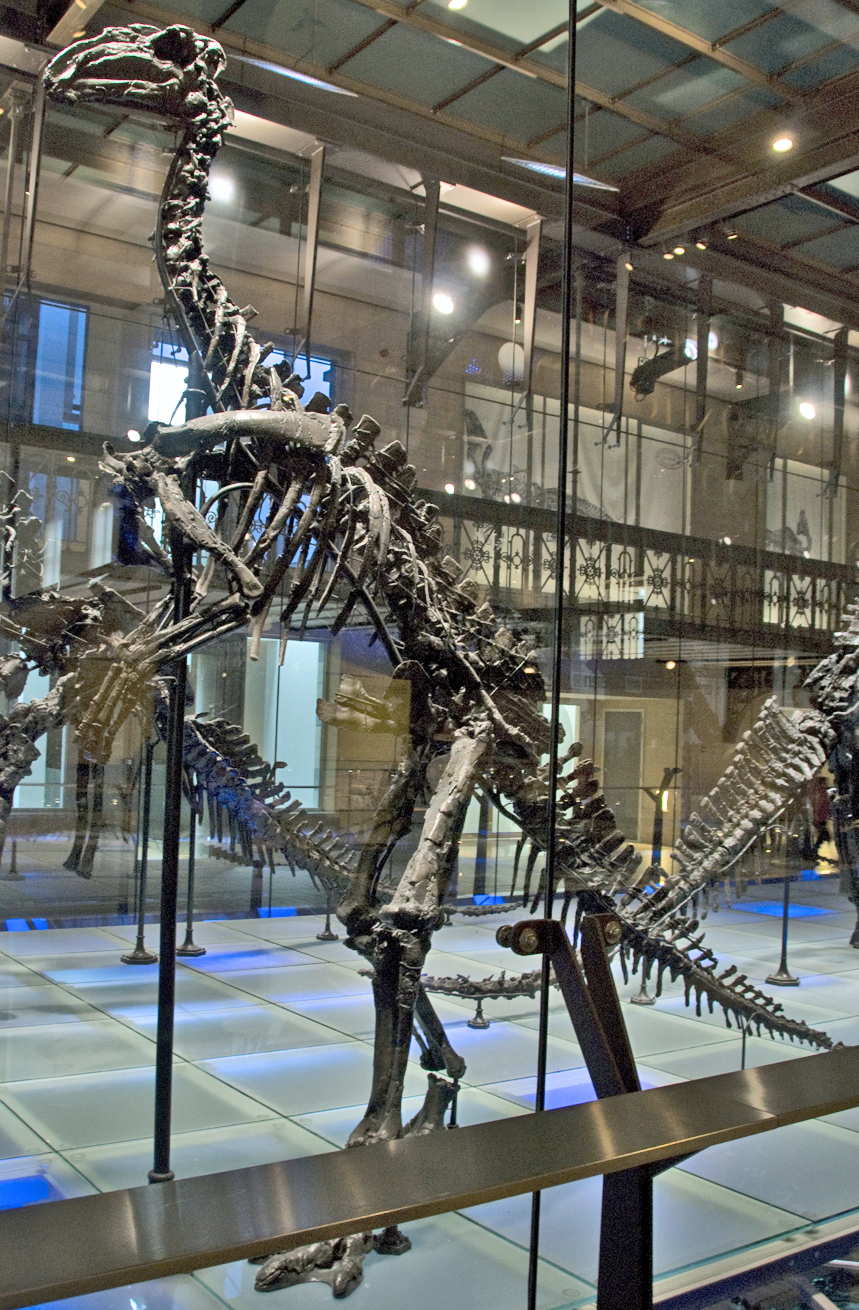
Holotyp Dollodon bampingi (IRSNB 1551)

Dollodon był lekko zbudowanym iguanodontem, mierzącym powyżej 6 m długości i ważącym ponad 1 t. Jak wszystkie iguanodonty, był roślinożerny. Rodzaj został wyróżniony w 2008 roku przez amerykańskiego paleontologa Gregory'ego Paula. Paul opisał też gatunek typowy nowego rodzaju, D. bampingi, którego holotypem ustanowił odkryty w Bernissart kompletny szkielet oznaczony IRSNB 1551; przed 2008 rokiem okaz ten zaliczano do gatunku Iguanodon mantelli lub do uznawanego za starszy synonim I. mantelli gatunku Iguanodon atherfieldensis. Carpenter i Ishida (2010) stwierdzili, że kość biodrowa D. bampingi jest niemal nieodróżnialna od kości biodrowej opisanego w 1882 roku przez Johna Hulke'a angielskiego gatunku Iguanodon seelyi; autorzy uznali D. bampingi za młodszy synonim I. seelyi. Carpenter i Ishida uznają ten gatunek za należący do odrębnego od Iguanodon rodzaju i zachowują nazwę rodzajową Dollodon; jednak za poprawny epitet gatunkowy uznają seelyi, a nie bampingi. Z kolei McDonald (2012) nie znalazł podstaw do zsynonimizowania D. bampingi i I. seelyi, uznając ten ostatni gatunek za młodszy synonim Iguanodon bernissartensis. Jednocześnie jednak autor porównał holotypy D. bampingi i Mantellisaurus atherfieldensis; jego zdaniem Dollodon nie miał żadnych szczególnych cech budowy szkieletu, które uzasadniałyby uznanie go za odrębny od Mantellisaurus rodzaj. Ostatecznie McDonald uznał D. bampingi za młodszy synonim M. atherfieldensis.
Nazwa rodzajowa, oznaczająca „ząb Dollo”, honoruje Louisa Dollo, belgijskiego paleontologa, który jako pierwszy opisał IRSNB 1551. Proponowany przez Paula epitet gatunkowy honoruje Daniela Bampinga, zaś proponowany przez Hulke'a epitet seelyi honoruje Charlesa Seely'ego.